# Lukas (Gran)

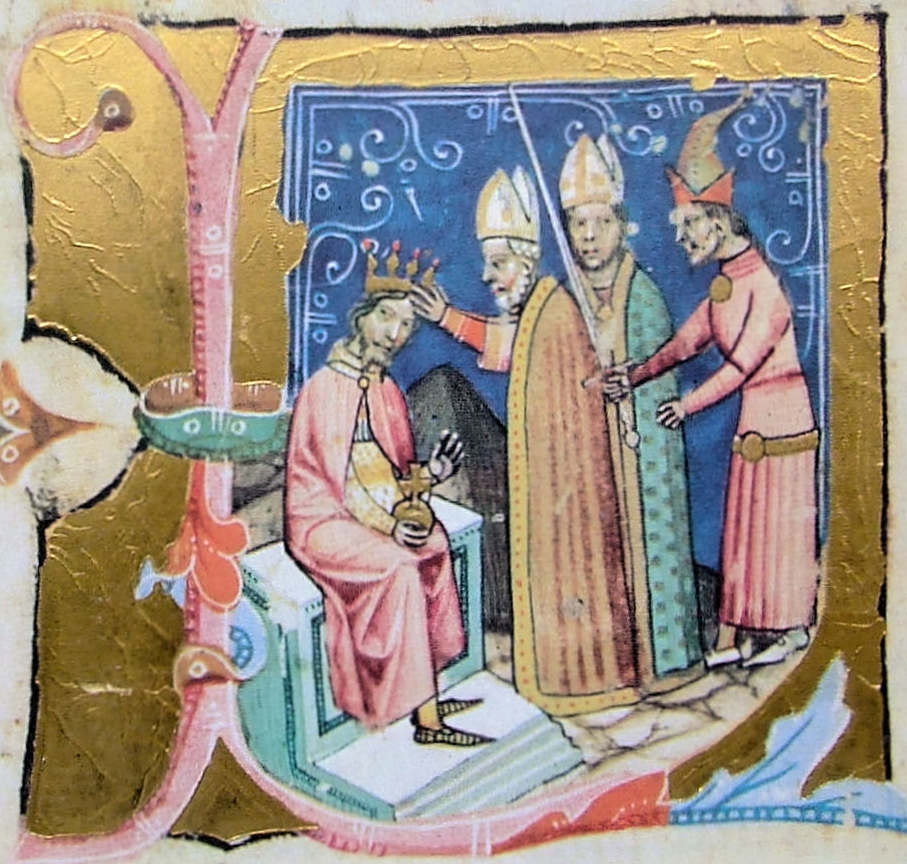
Stephan III. wird von Lucas zum König gekrönt (aus der Ungarischen Bilderchronik)

Lukas (ungarisch Lukács; † 1181) war im 12. Jahrhundert ein ungarischer Prälat und Diplomat. 
Lukas war zwischen 1156 und 1158 Bischof von Eger und von 1158 bis zu seinem Tod 1181 Erzbischof von Gran (Esztergom).